# メタルマックス・サーガシリーズの賞金首一覧
メタルマックス・サーガシリーズの賞金首一覧（メタルマックス・サーガシリーズのしょうきんくびいちらん）は、ゲームメタルマックスシリーズで、賞金が掛けられているモンスター（敵）の一覧である。

## メタルマックス
FC『メタルマックス』およびSFC『メタルマックスリターンズ』に登場する賞金首。
サルモネラ一家
賞金1000G
バーナーを背負ったサル。名前通り集団で襲ってくる。賞金首として最初に戦うことになる。1では通常モンスターの火遊びサルの色変えだったが、リターズでは新機デザインである中型サイズ白毛サルに変更された。
ドス・ピラニアス
賞金3000G
ポブレ・オプレの街の東にある長い鉄橋に現れる半魚人。マシンガンで攻撃してくるほか、水中に潜って体力を回復する。1では通常モンスターのフロッグマンとメテルアマゾンの色変えだったが、リターンズで新規デザインになり大きさも変更された。
マッド・マッスル
賞金5000G
肉体改造を日々研究しているマッチョで、鼻から上が機械になっている。強力な打撃で攻撃してくるほか、リターンズでは救急車に入って回復もする。白兵戦であるため、序盤では武器・防具を揃えるかレベルが高くなるまで後回しにされやすい。
マンモスタンク
賞金10000G
凍りついた町フリーザの地下最下層に住んでるマンモス型バイオ戦車。鼻のような主砲から徹甲弾（パーツを攻撃する弾）を放つ。
ミスターカミカゼ
賞金22000G
メタルシリーズ定番となるカミカゼボム系賞金首。1ではカミカゼボムの色替えだがリターンズでは姿がPEACEの鉢巻を頭に巻いた黄色の大型カミカゼボムになり、名前の表記もMr.カミカゼに変更された。出現率が低い上に逃げやすいが、勝手に自爆して討伐扱いになることも。
ムカデロン
賞金32000G
南北線地下鉄跡に潜む賞金首。ミサイルを搭載したムカデのような外観。MM3では雑魚に格下げ。
ゴメス
賞金50000G
ユゲの町を襲った山賊のボスである人間タイプの賞金首。レッドウルフの騙し討ちの後、プレイヤーに戦車に乗って戦うほか、ハンマーで攻撃してパーツを破壊してくる。リターンズではゴメスが戦車を入手する様子を見るイベントが追加されている。
ダストフランケン
賞金81500G
有機廃棄物投棄場跡に出現するロボットの賞金首。生身で戦うことになる。1ではゲーム終盤に出る通常モンスターのデストロイドの色変えだったが、リターンズではフランケンシュタインのような頭部を持つ大型のロボットという新規デザインに変更された。
サルモネラ本舗
賞金99800G
サルモネラ一家の親玉。条件が満たされないと入れない施設を根城にしている。1では通常モンスターの火遊びサルの色変えだったが、リターンズでは新機デザインの大ザルに変更された。
ロンメルゴースト
賞金160000G
砂漠地帯の全域MAP上で見ると鳥のような形をしている岩場地帯に出現する超大型戦車の賞金首。
バッド・バルデス
賞金200000G
犬の穴を本拠としている、世界最悪の悪党と呼ばれる人間タイプの賞金首。レッドウルフの恋人をさらった張本人。リターンズでは、背中にロケットランチャーが追加された。

## メタルマックスリターンズ
SFC『メタルマックスリターンズ』で追加された賞金首。
Dr.ラフレシア
賞金1200G
名前どおり巨大ラフレシアの植物系賞金首。ネギの村近辺にある戦車の入れない沼地地帯で出現する上に回復薬を使うため、出現場所のわりに手強い。
ビートラ
賞金12000G
ビートルにミサイルを積んだような外観で、砂浜をさまよっている。
ブラスバンシー
賞金15200G
頭部分が金管楽器の集合体のようになっているタコやイカのような軟体動物の賞金首。見た目通り音波攻撃を使い、住処であるコロナビルを倒して地上で戦車戦に持ち込まないと苦戦する。
ツェッペリン
賞金19950G
デビルズタワーに出現する電気クラゲ的モンスター。戦車戦に持ち込むことも可能。アースチェインなどがあると有利。特定の場所以外で戦うと大概逃げられてしまう。
ロドリゲス
賞金100000G
人間タイプの賞金首で、さびれたオアシスで生身での一騎討ちを挑んでくる。ギターを弾き鳴らしている。

## メタルマックス2
SFC『メタルマックス2』、GBA『メタルマックス2改』、DS『メタルマックス2:リローデッド』に登場する賞金首。
スナザメ
賞金1000G(2Rでは2000G)
マド付近の砂漠を背ビレ出して泳いでいる鮫。序盤では、戦車がない状態ではまず勝てない。なお、リターンズではDr.ミンチが蘇生に成功してしまいマドの町を追い出されてしまったという記述がある。
アダムアント
賞金3000G(2Rでは6000G)
洞窟に潜む巨大アリ。戦車で戦えない。手下を引き連れている。2Rでは誘惑能力を得ている。
サイゴン
賞金5000G(2Rでは12500G)
砲を背負ったサイ。逃走率が高め。
Uシャーク
賞金12000G(2Rでは30000G)
海に潜んでいる鮫のモンスター。ビイハブが妻子の敵として追っている。2Rでは、トータルタートルやトビウオンが奇襲をかけてくる場合がある(逆の場合もある)。
マダムマッスル
賞金15000G(2Rでは37500G)
人間系賞金首である女性マッスル。クローン人間を作っている。白兵戦。2Rではサロンド乙姫というエステサロンを使い、｢男らしさ｣を集めている。また、クローンは特殊な因子を持ち、マダムマッスルが死ぬと形状を維持できない存在になった。
カミカゼキング
賞金20000G(2Rでは50000G)
カミカゼボム系の賞金首。出現率が低い上に逃げ足が速い。2Rではスキル｢囮寄せ｣によって特定の通常モンスターとの戦闘での奇襲してくるという形でエンカウントができるようになった。何故か飛行属性を持つため、回避率が異常に高い。
ダストげんじん
賞金25000G(2Rでは37500G)
内通者の手引きで風力発電所を占拠したグラップラーのロボット。名前通り原人を彷彿とさせる姿をしている。電気の攻撃は通じない。
トータルタートル
賞金30000G(2Rでは45000G)
湖に出現する亀型モンスター。甲羅にキャノン砲やミサイルランチャーが取り付けられており、それを使った全体攻撃を放ってくる。
ヒトデロン
賞金30000G(2Rでは45000G)
ヒトデ型のモンスター。2Rではいくら撃破しても何度でも出現する(そのたびに賞金が発生する)。
ピチピチブラザーズ
賞金8000G
小悪党の人間2人組。当初の賞金額は最低の500G（その時点では撃破できない）であったことに不満を持っており、賞金額を上げるために各地で悪事を働いている。旅先で出会ったりや情報を聞いたりすると賞金額が上がっていく。2Rでは関連イベントが増やされており、ある隠しモンスターとの遭遇する条件にもなっている。
ダイダロス
賞金35000G(2Rでは140000G)。
戦車型モンスター。
2Rで囮寄せで呼び出した場合、最初に雑魚の相手をしなければならず、ダイダロスが奇襲して来る前に殲滅してしまうとそのまま戦闘終了してしまう。
ぐんかんサウルス
賞金50000G(2Rでは200000G)
軍艦と恐竜を合わせたような外観。鈍感なためか、しばらくこちらの存在に気づかない。
2Rでは、賞金首ではないが亜種として画面からはみ出すほどの巨体を誇る｢軍艦キング｣というモンスターが存在する。

### グラップラー四天王
スカンクス
賞金10000G(2Rでは25000G)
連続攻撃と手榴弾を落とすがいわゆる「人数合わせ」で実力は他の3人の足元にも及ばないと見下されている。デスクルスにはクローンが所長をしている。2Rではソルジャーの特技｢みだれなげ（スカンクスハリケーン）｣「おたけび」｢ダブルアタック｣を使う。
カリョストロ
賞金35000G(2Rでは50000G)
戦車戦で負けると降りて向かってくる。エバ博士を利用して殺した。2Rではアーチストの特技｢きぐるみゲージツ(作中では変装とソプラノ歌手)｣｢暗黒舞踏｣｢死んだふり｣を使う。2と2Rでは強さが全然違うので注意が必要。
ブルフロッグ
賞金45000G(2Rでは75000G)
カエルのような外見をしており、背中の穴から全体にミサイルを放つ。2Rでは｢ケロ｣という語尾がついた。また、アメフト要素も色々入りメカニックの特技｢タイル命｣｢ゆるめる｣｢解体｣を使う。
テッドブロイラー
賞金60000G(2Rでは250000G)
グラップラー四天王最強にして最後の賞金首でマリアの仇。2Rではナースの特技｢オーバードリップ｣｢禁断の注射器｣が追加されたほか、元々テキスト表示だけだった｢まんたーんドリンク！｣で本当に回復するようになった。

## メタルマックス2改
GBA『メタルマックス2改』にのみ登場する追加賞金首。
フクマル
賞金20000G
福助人形型の賞金首。
ホーク
賞金35000G
インディアン風の賞金首。

## メタルマックス2:リローデッド
DS『メタルマックス2:リローデッド』で追加された賞金首。
デスペロイド
賞金4500G
腰に二丁のライフルを付けている、細いフレームだけの二足歩行ロボット。
千手沙華
賞金20000G
千手観音のような姿の植物。触手状の葉は何回破壊しても再生する。
天道機甲神話
賞金30000G
テントウ虫をモチーフにした戦車。音波兵器やビーム砲など様々な武器を星に当たる部分に装備しているが、個別破壊することで使用できなくできる。
トビウオン
賞金25000G
新たな海上遭遇型の賞金首。最初は空を飛んでおり、ダメージを与えると着水してパーツ破壊効果を持つ魚雷を放ってくる。
外道販売機
賞金40000G
新たに追加された｢自販機パラダイス｣に潜む賞金首で、遭遇には少し特殊な手順が必要。品物を投げつけて攻撃して来る(あたりが出ると攻撃回数が増す)。
グロウイン
賞金70000G
恐らく作中でトップクラスを誇る島型の賞金首。あまりの大きさにダンジョン化している。心臓部を倒すことで機能を奪うことができるが、島自体は消滅しない。
金輪際ゴースト
賞金66600G
金輪際ホテルというダンジョンに潜む正体不明の賞金首。実はただの人間であり、透明化の研究をしていた。
研究は成功したものの、助手とともに戻れなくなってしまいホテルにやってくる人間を脅かして回っていた(詳細は不明)。人間とは思えないほど異常なHPを有している。
きゃたつラー
賞金58000G
モロ・ポコで階段に擬態して人を襲っていた階段型モンスター。階段を上ろうとするまで区別がつかない。2ではイベントモンスターだったが2Rでは賞金首に格上げされた。攻撃力が高い上に状態異常ガスを撒き散らし、攻撃を受けると延々と増殖するため、半端な実力で挑むと危険。
なお、2でバイアスシティ地下に出現するきゃたつラーは2Rでは新たに追加された亜種モンスターのきゃたつラー2に変更されている。
サンディ・ダンディ
賞金80000G
砂漠にいる人型の賞金首だが、視認することができずあるセンサーを使わないと遭遇できない。無数の砂による高い迎撃力を誇る。本体は内部にある球状の機械。
ホバリング・ノラ
賞金180000G
戦闘ヘリのハインドに垂れ耳犬の顔が融合したヘリコプター型賞金首。
U-U-シャーク
賞金220000G
クリア後に登場する隠し賞金首でU-シャークの強化バージョン。ゲーム内における2日に1日しか遭遇できない。
エクスダイダロス
賞金250000G
クリア後に登場する隠し賞金首でダイダロスの強化バージョン。ほぼ同一の行動パターンを繰り返し、迎撃不可能なほどの砲撃を放ってくるときがある。
母艦サウルス
賞金280000G
クリア後に登場する隠し賞金首で軍艦サウルスの強化バージョンで、恐らく軍艦サウルスの母艦と思われる。軍艦サウルスを3匹伴って登場する。画面上で判断する限り、軍艦サウルスの縦横5倍のサイズを誇る。
ラグナ＝ロック
賞金300000G
クリア後に登場する最強の賞金首。タイシャーの洞窟にあった卵から孵ったと思われる怪鳥で、孵った直後、神主を殺している。バトー博士のクエストの最後に登場する。

## メタルマックス3
DS『メタルマックス3』に登場する賞金首。

## メタルマックス4 月光のディーヴァ
3DS『メタルマックス4 月光のディーヴァ』に登場する賞金首。
スエゴ
賞金1500G
ゲイリー
賞金1800G
ベニシオ
賞金1800G
マッドンナ
賞金2000G
パンダダ
賞金4000G
派手な格好をしたパンダ型賞金首。
ソーセージインの女湯において初戦闘となる。あるキャラクターを仲間にするためには必須のイベントが発生する賞金首である。
ビートルーダー
賞金6000G
フィンガープラザに出現する、ヘラクレスオオカブト型の賞金首。とあるクルマを入手するためにはこの賞金首を倒さないと入手不可能。
リモコンシュタイン
賞金12000G
リモコン反太郎の操作する賞金首。当モンスター以外3体と戦闘する事があるが、その3体には賞金は設定されていない。
泥王ワニゲバ
賞金20000G
マボロシマッハ
賞金25000G
骸戦門付近に出現するスポーツカー型の賞金首。
機銃、エンジン等をドロップする場合がある。
ジャンゴリラ
賞金32000G
とある廃ビルの地下に巣食う金色のロボット型賞金首。
賞金額にしてはあまり強くはない。
アブストロ
賞金36000G
謎の生命体の賞金首。ハンターオフィスの情報でも「一体あいつは何なんでしょうね。」という回答。
クルマ専用のガス機銃をドロップする。
グィンチャック
賞金42000G
アブストロとほぼ同じエリアに出現する巨大なイソギンチャクの賞金首。
あるイベントで必ず戦う事にはなるが、自ら出現地域に赴いて戦闘も可能。
マイティ・マッスル
賞金45000G
騎甲サイゴン
賞金48000G
サイの背中に大量のミサイルが搭載された賞金首。
T13グロズヌイ、ウィルリッヒと同時に出現する場合が多いため、後のエリアでウィルリッヒを単体で倒せるため、ウィルリッヒ討伐後、戦闘した方が良い。
T13グロズヌイ
賞金55000G
複数の砲を搭載した戦車型の賞金首。
前述の通り他の賞金首と一緒に出現するため、生半可な戦車装備で挑むと簡単に敗北する。
バオーバーブンガー
賞金58000G
超巨大なバオバブの木の賞金首。「2R」、「3」と同じく、B52アホウドリと共存している。クラウドゴンを討伐していないと当賞金首と戦闘中に乱入してくるので、クラウドゴン討伐後に戦闘するのが良い。
強力な人間用装備をドロップする。
クラウドゴン
賞金62000G
ショベルギドラ
賞金75000G
ウルリッヒ
賞金77000G
キュビズマ
賞金80000G
ハチオパトラ
賞金88800G
惑星カミカゼ
賞金99900G
アホジョージ
賞金105000G
ボニエ＆クライヤ
賞金110000G
グスタフ兄弟
賞金220000G
タマゴン
賞金200000G
母艦サウルス
賞金280000G
機甲神話マルドゥク
賞金330000G
冥王クラゲ
賞金250000G
アホジョージ2世
賞金280000G
スカイクラーケン
賞金320000G
機神強装マルドゥク
賞金350000G
ジャンボマッスル
賞金420000G
F44ウルリッヒ
賞金480000G
砲神マアルドゥクス
賞金555000G

## メタルマックス ゼノ
PS4/Vita『メタルマックス ゼノ』、PS4/Switch『メタルマックス ゼノ リボーン』に登場する賞金首。
デスデリバラー
ガンタウロス
巡航サイゴン
ザムザ
おチビちゃん
スカイスペクター
ザッパー・イェーガー
クラスタクイーン
エル・フエゴ
エッゴン
ロンメルゴースト
メカロドン
甲羅ドーラ
マングロネル
ゲヘナウォーカー
グリフトロ
アホドナルド
ザッパー・ゲンガー
ダイナモンガー
ティラノドローン
カタストロプス
イーヴルベース
終焉砲台
流星カミカゼ

## メタルサーガ 〜砂塵の鎖〜
PS2『メタルサーガ 〜砂塵の鎖〜』に登場する賞金首。
スカベンジャー
賞金1000G
ジャンク山の奥にいる、ジャンク部品が人型に集まったような賞金首。
ニュービートラ
賞金1500G
リターンズに登場したビートラの進化版。
人狩り大隊長
賞金3000G
人狩り号と名付けた装甲車で東部各地を荒らしている人狩り師団の幹部。アメフト風プロテクターに身を固め、チェーンソーで武装している。選択次第で二度と戦えなくなってしまう。
スレッジハンマー
賞金2500G
目の突起が三対並んでいるシュモクザメのスナザメ系シンボルエンカウント賞金首。イースト・ゼロの東の砂漠を背ビレを出して泳いでいる。
カミカゼプリンス
賞金9900G
おなじみカミカゼボム系賞金首の一体。白馬の頭が付いた棒に跨った王冠を被り、背中に赤いコートを羽織っている大型カミカゼボム。
ブルーベリー大佐
賞金10000G
私設武装集団「BBアーミー」のボス。大男のガードベリーの背中に背負われた椅子の上であくびをしたり、寝たり、ワインを飲んだりして本人は寛ぎ一切攻撃してこない。
超獣戦車
賞金15000G
軍艦サウルスの戦車版ともいえる戦車と怪獣が融合した賞金首。 BBアーミーが本拠にしている要塞跡の地下で眠っている。
ハゲタカヤーボ
賞金12000G
爆撃機とハゲタカが融合したような姿をした空を飛ぶシンボルエンカウント賞金首。地上に映る影に接触できれば戦えるがMAP東部地域の全域を飛び回るため、捕捉が難しい。
オロチ
賞金10000G
蛇の穴に住む顔が龍のような姿をしている五つ頭の大蛇。近くにあるトリカミの町に生贄を要求している。
掃き溜めの悪魔
賞金10000G
地下シェルターの町モルグタウンの最下層の下水道に出現するランダムエンカウント賞金首。目が複数あるどす黒い巨大アメーバのような生き物。
亡霊戦車大隊
賞金20000G
戦車の墓場と呼ばれる霧深い砂漠に現れる青色の戦車の軍団。名前通り亡霊であり、とあることをして成仏させない限り永遠に出現し続ける。
ダルトンブラザーズ
賞金12000G
各地を襲っている強盗集団。リーダーでリボルバーの抜き撃ちが武器のロバート、テンガロハットを目深く被った大柄の男でトランペットが武器のエメット、ナイフ投げが武器の紅一点のリリーの三人組。
ブレークダウン
賞金80000G
「分解鬼」や「白衣の悪魔」といった異名を持つ、世界中で戦車を分解して回っている狂気のメカニック。暗い過去があり、男メカニックが仲間にいるとイベントが起きる
サルモネラ元祖
賞金80000G
サルモネラ軍団のボスである巨大ミュータント・マントヒヒ。アリス・ワン近くのサル山を根城にしている。1およびリターンズに登場するサルモネラ本舗とはライバル関係だった。
グレートホイール
賞金20000G
黒い車体塗装にファイアパターンが書き込まれているモンスタートラックのランダムエンカウント賞金首。西部地域にある砂の海と呼ばれる砂漠に出現する。手配書や情報がない隠し賞金首の一体。
ジャック・ザ・D (ジャック・ザ・デリンジャー)
賞金100000G
二丁のデリンジャーを操るソルジャー。主人公と親しいある人物に関係がある。イベントの進み方によっては戦わずにすむことも。
ビッグモール
賞金20000G
大陸横断鉄道が所有するドリル型掘削用土建機械。鉄道の第二トンネル建設中にモグラモンスターの襲撃を受けて暴走してしまう。モグラに似た姿をしているため、モグラモンスターからは鋼鉄のモグラ神と呼ばれている。
人狩り師団長
賞金24000G
人狩り団の首領。牛の頭蓋骨をマスクのように被った野人のような大男。傭兵団「ルージュフラッグ」を一人で壊滅できる力を持っている。ドアンの街の中の廃工場地帯を本拠にしている。
戦車ジゴク
賞金30000G
名前通りドアン南西部の砂漠で巣の近くを通る戦車を襲っている巨大な蟻地獄。
セント・マッスル
賞金30000G
筋肉聖教という宗教の教祖であるマッチョ。普段は服を着ているが戦闘の際は服を脱いで巨大化する。
フルメタルボア
賞金14000G
ドアン周辺を走りまわっている巨大メカイノシシのランダムエンカウント賞金首。
マペットマン・ジョー
賞金18000G
お坊ちゃん風の格好した高性能攻撃人形マサルくんを持ったシルクハットに白ヒゲという老紳士の腹話術師。実はマサルくんが本体。
ダルトンブラザーズ残党
賞金18000G
強盗集団の残党であるフランクとグラッドという二人組。大陸横断鉄道から奪った護衛用装甲列車砲に乗って戦いを挑んでくる。
ヤドカリフォートレス
賞金24000G
湖の東岸に建っている廃ビルを自分の宿として背負っている巨大ヤドカリ。
ダイダラボッチ
賞金50000G
巨人の谷を歩き回っている影のような半透明の巨人のシンボルエンカウント賞金首。とにかく巨大で戦闘時もほとんど足しか見えない。
ミサイルクラーケン
賞金40000G
タコタンクや軟体キャノンのタコモンスターのボス的存在といわれている巨大蛸。頭に×の字の傷があり、側面に内蔵式のミサイルランチャーが付いている。
アシュラベンケイ
賞金38000G
湖を渡るための橋レイクブリッジを占拠している武蔵坊弁慶の格好をした六本腕のサイボーグ。主人公が負けてしまうと装備や戦車を奪われる。
B2マンタレイ
賞金50000G
ステルス戦闘機とマンタレイが融合したような姿をした飛行シンボルエンカウント賞金首。ハゲタカヤーボと同じく影に接触すれば戦えるが、MAP全域を飛び回るため、ゲーム中でもっとも出会うことが難しい賞金首と言われている。
シルバーパワーズ
賞金50000G
老人ホームの跡地であるシルバーホームを本拠にしている老人犯罪集団「悪達者苦羅武」の首領で老夫婦。昔からの名のある賞金首で手配書は若い頃のものになっている。
オオナマズサブマリン
賞金60000G
湖で船に乗って戦うことになる大ナマズのランダムエンカウント賞金首。名前の通り、体に潜水艦が付いており、戦闘中は水中に潜行することがある。
ステルスアサシン
賞金40000G
ホーライ近くにある砂に沈んだ廃ビルを巣にしている人食い巨大カメレオン。
ポリ・ギガンティア
賞金25000G
雑魚モンスターであるうろつきポリタンクの超巨大化強化バージョンというべきランダムエンカウント賞金首。隠し賞金首の一体で転送事故で行ける超☆特技仙人のテント周辺で出現する。
シャンブラーX
賞金30000G
大破壊前に造られた二足歩行戦車といわれているランダムエンカウントのメカ賞金首。 隠し賞金首の一体で転送事故で行けるイワサキ製薬研究所の周辺で出現する。
ゲンゴロイド
賞金30000G
湖で船に乗って戦うことになる巨大ゲンゴロウのランダムエンカウント賞金首。 水中に潜るだけではなく空中も飛行する。
ブック=フォレスト
賞金450G
本項参照。
カイザーカミカゼ
賞金99000G
カミカゼボム系賞金首。 雑魚敵のカミカゼボム達が御輿のように担いだ玉座に座っている西洋風の鎧冑を着たカミカゼボム。
マルドゥック
賞金100000G
キャノンエッジ周辺の砂漠に出現する、超巨大戦車型のランダムエンカウント賞金首。
ティアマット
賞金200000G
西部地域の砂漠地帯「砂の海」で移動している姿を確認できる双胴型の巨大陸上戦艦。シンボルエンカウント賞金首の中では最強の部類になる。倒すと中に入ることができ、ある仲間が住んでいる。
ストームドラゴン
賞金150000G
キャノン・エッジ北西の常に砂嵐が発生している砂漠「嵐のカーテン」に出現するメカドラゴン。ランダムエンカウント賞金首の中では最強の部類に類する。高高度やステルスになるので非常に厄介。
赤い悪魔（レッドフォックス）
賞金300000G
ラスボスより強い賞金首。一騎討ちで正攻法（通常攻撃と回復）では、最高レベルでも勝てない。

## メタルサーガ 〜鋼の季節〜
DS『メタルサーガ 〜鋼の季節〜』に登場する賞金首。
ヌマンバ
賞金10000G
汚染沼に住む目が6つあり前足が6本、後足が4本のミュータント大ワニ。最初に必ず戦うことになる。
零九式安全神話
賞金8000G
キラーヒルズ4階を守っている警備システム。ゲームの進行上必ず戦うことになる。
ブラスバンシー
賞金10000G
リターンズに登場するもの同一種。海鳴洞で必ず戦うことになる。
スナザメキング
賞金20000G
マデラ砂漠で背ビレを出して泳いでいるスナザネ系の賞金首。見た目は2に登場するスナザメと同一種。
スレイプニル
賞金15000G
ロケット墓場を守っている六本足の馬型ロボット。シンボルエンカウントのため、ロケット墓場内の装置をうまく使えば戦闘を回避できる。
バーナータイガー
賞金25000G
名前通り黄色地に黒のストライプ模様の塗装がされた大型火炎放射戦車。石像の森に出現する。
1000-イヴ(サウザンド・イヴ)
賞金35000G
サブワイを襲っているロボット蟻軍団の女王。両腕が電気ムチ、下半身は大型浮遊ユニットになっている蟻人間。
デアボラ一家
賞金49000G
主人公の持つノアシードを狙って何度も戦いを挑んでくるデアボラ、デシャン、デウードというミュートの三人組。
電磁海月
賞金25000G
ゲームを進めると溺死街でハイテク海女を次々と襲うようになる巨大電気クラゲ。ハイテク海女のツナデに囮になってもらい釣り上げないと戦えない。
超タナカ
賞金30000G
水上工場の無敵産業を住処にしているバーコード頭に丸眼鏡を掛けたマッチョサイボーグ賞金首。自分を超人と言って盗みや強盗を繰り返している。
U-シャーク
賞金50000G
2に登場するもの同一種。トロとフラミンゴ・ヴィルを結ぶ定期船でイベントを進めれば戦える。
パワード・アープ
賞金35000G
シナリオ上で必ず戦う四本足のロボット。常に複数で一緒に行動している。
キラーキッチン
賞金44000G
岩石地帯ニードルロックに現れる幽霊屋敷キラーハウスに住み着く人食いシステムキッチン。脇に絶望冷蔵庫と激情レンジの2匹を引き連れている。
キューバ
賞金40000G
名前通り正方形の姿をしたメカ賞金首。移動フィールドMAPでレッドバレーまでの移動ルートを塞いでいる。
カミカゼの騎士
賞金30000G
カミカゼボム系賞金首。エアカーに乗ってマデラ砂漠、地上絵の沼、レッドバレーの3つのダンジョンを巡回している。
グラマースターリン
賞金55000G
レッドバレー内を徘徊している超大型戦車。倒すと残骸が残り、プレイヤー使用可能戦車となる。
マリリン・グレイ
賞金25000G
エバ・グレイ博士が造った金髪で長い手足が特徴の女性型アンドロイド。機械であるが故に愛を知りたがってはいるものの思考に問題があるらしく、言い寄ってきた男を手当たり次第に殺害している。
ジョニーDバッド
賞金65000G
リーゼントをしたロッカー風のサイボーグミュート。実はリーゼントはミサイルで、実際に発射してくる。条件を満たすとクオンダムに出現する。
ヤマトサウルス
賞金70000G
名前通りに体が戦艦大和に似た軍艦になっている軍艦サウルス。2のぐんかんサウルスに比べて凶暴な姿をしている。移動フィールドMAPでレッドバレーの周囲を回っている。
オーバーロード
賞金100000G
ゲーム序盤から移動フィールドMAP全域を彷徨っている空中施設の賞金首。

## メタルサーガ モバイル
iアプリ『メタルサーガ モバイル』に登場する賞金首
シャドーウォーカー
賞金1000G
ギガモール
賞金2500G
デンキボタル
賞金5000G
アースシェイカー
賞金10000G
マンイーター
賞金32000G
デス・アルバトロス
賞金40000G
タクシーゴースト
賞金53000G
ヒュドラゲーター
賞金60000G
機関車アトミック
賞金65000G
グリムリーパー
賞金70000G
グレートビスマルク
賞金73000G
U-ホエール
賞金78000G
キメラフランケン
賞金80000G
クリスマス殺人樹
賞金G
暴れん砲天狗
賞金99000G
イワモドキ
賞金120000G
バッハ・ゲオン
賞金140000G
モンジョリーナ
賞金150000G
ガスガマダス
賞金160000G
ヘラクレス大佐
賞金180000G
テッドブロイラー
賞金200000G

## その他
サソラー
賞金5000G
未発売の『メタルマックス ワイルドアイズ』する予定だった大型サソリの賞金首。一部のゲーム番組やゲーム雑誌などで紹介されている。